# غويلرمو توريس باريرا
غويلرمو توريس باريرا (بالإسبانية: Guillermo Torres Barrera)‏ هو محامي وسياسي كولومبي، ولد في عقد 1930، وتوفي في 25 يونيو 1988 بسبب نوبة قلبية. انتخب عضو مجلس الشيوخ في كولومبيا ‏.